# De sobte, l'últim estiu
 De sobte, l'últim estiu (original: Suddenly, Last Summer) és una pel·lícula estatunidenca dirigida per Joseph L. Mankiewicz, estrenada el 1959, adaptada de Suddenly, Last Summer, l'obra de teatre homònima de Tennessee Williams. Es rodà al Baix Empordà i ha estat doblada al català.

## Argument[3]
El doctor Cukrowicz és un jove neurocirurgià: treballa en un sinistre asil públic de dements sense fons; es fa conèixer experimentant la lobotomia.
Violeta Venable, riquíssima vídua, el fa anar a la seva finca exòtica de Nova Orleans. El seu fill Sebastian va morir a Europa l'estiu precedent. La seva cosina Catherine, que ha presenciat la seva mort, de sobte s'ha tornat boja. Violeta Venable pensa que una lobotomia (operació delicada) podria ajudar-la a recuperar la raó. Deixa entendre a Cukrowicz que, si opera Catherine, farà una donació important al seu hospital.
Desconfiant de les motivacions de Mrs. Venable —molt lacònica pel que fa a les circumstàncies exactes de la mort de Sebastian—, el metge examina Catherine, internada fins aleshores en un establiment privat, portat per religioses. La troba sana de cap, llevat de quan evoca les circumstàncies de la mort de Sebastian. Llavors és víctima d'al·lucinacions histèriques, de caràcter obscè. La transfereix al seu asil. A poc a poc, surten a la llum indicis de la veritat. Sebastian, poeta, homosexual, s'ha servit durant anys de la seva mare com a «esquer», per atreure gent jove. L'últim estiu, ja massa vella, l'ha reemplaçada per Catherine, amb qui ha marxat de vacances.
El doctor prova llavors una experiència destinada a fer remuntar a la superfície les circumstàncies de la mort de Sebastian. Organitza aquesta escena decisiva a la casa de la Sra. Venable, i en la seva presència. Sota l'efecte d'un sèrum de la veritat, el deliri de Catherine esdevé un relat coherent i la veritat esclata amb tot el seu horror: en les últimes vacances, a Espanya, Sebastian ha estat envoltat i perseguit per una banda de joves mendicants, en les ruïnes d'un «temple pagà». La revelació d'aquest record reprimit torna la raó a Catherine, però causa tal xoc a la Sra. Venable que bascula en un món imaginari.

## Anàlisi

### Els bebès tortugues i els depredadors
Aquesta pel·lícula mostra dues cèlebres actrius: Katharine Hepburn, la vella, la depredadora, i Elizabeth Taylor, la jove, la víctima.
Poques actrius haurien pogut encarnar Violeta Venable amb el nivell de Katharine Hepburn. Mostrarà el seu talent quan evoca —a la visita del metge— l'espectacle que el seu fill li hi havia descrit: les joves tortugues acabades de néixer, que corren cap al mar, mentre són devorades vives pels ocells depredadors. Darrere d'aquesta evocació, hi ha l'homosexualitat de Sebastian, simbòlicament suggerida. Aquest se serveix dels seus diners i de la seva mare (i més tard de la seva cosina) per seduir joves homes pobres. Sebastian, vestit de blanc, evoluciona en un món on la seva notorietat el fa pensar que té el dret de «consumir» al seu gust joves, que aquest ordre del poderós sobre el dèbil justifica els seus actes. La seva mare, Violeta Venable, a través del relat de les tortugues, adopta aquest punt de vista.
Violeta està malalta per la seva obstinació inconscient de no veure el seu fill com és. Es refugia en un món floral (un edèn de puresa on la memòria del seu fill, idealitzat, representa una mena de divinitat regnant sobre aquest «món») i s'obstina a voler fer «cuidar» Catherine, la seva neboda, encarnada per Elizabeth Taylor que ha vist Sebastian com estava. Violeta oculta la desviació del seu fill (i la seva) i es convenç que és la seva neboda, pertorbada, que té al·lucinacions i que és malalta. Violeta rebutja creure els actes del seu fill, ella refusa acceptar la seva mort, i refusa veure la seva homosexualitat i a assumir el seu desig incestuós. Violeta refusa igualment envellir, Sebastian se servia d'ella per atreure joves, però aviat, la joguina de Sebastian ha envellit i no fa més efecte. Des d'aleshores, Catherine prendrà el lloc de Violeta com «esquer». Violeta Venable pren llavors consciència que el seu fill no la desitja (indirectament) més, i Catherine esdevé, per consegüent, la rival (a eliminar).
Davant de Katharine Hepburn, Elizabeth Taylor juga el paper de la jove, bonica i innocent víctima. Aparentment "boja", sembla condemnada a una lobotomia que el «happy end» de la pel·lícula evitarà.
Sobre aquest tema complex i terriblement audaç, Joseph L. Mankiewicz, com era el seu costum, dirigeix una pel·lícula psicoanalítica molt intel·ligent. Sembra aquí i allà indicis, com peces de puzle, que s'acoblen al final. El símbol dominant és el del depredador, els joves devorats, i la platja. Al final de la pel·lícula, els que mataran Sebastian el segueixen fora de la platja (com les joves tortugues); però si les tortugues fugen cap al mar, Sebastian va des de la platja cap al cim d'un turó. I, com les joves tortugues, Sebastian acaba devorat però per gent jove. Última evocació simbòlica al depredador, el balneari espanyol on Sebastian mor es diu pertinentment «Cabeza de Lobo» (literalment «cap de llop»).
Hi ha també una inversió simbòlica de les situacions: el depredador al començament de la pel·lícula és devorat al final; Violeta, «sana de ment» al començament de la pel·lícula esdevé boja al final, mentre que Catherine fa el camí contrari.

## Repartiment
- Elizabeth Taylor: Catherine Holly
- Katharine Hepburn: Violette Venable
- Montgomery Clift: Doctor Cukrowicz
- Albert Dekker: Doctor Lawrence J. Hockstader
- Mercedes McCambridge: Sra. Grace Holly
- Gary Raymond: George Holly
- Mavis Villiers: Miss Foxhill
- Patricia Marmont: L'imfermera Benson
- Joan Young: Sister Felicity
- Maria Britneva: Lucy
- Sheila Robbins: Secretària del Doctor Hockstader
- David Cameron: Jove interna

## Premis i nominacions

### Premis
- 1960. Globus d'Or a la millor actriu dramàtica per Elizabeth Taylor
- 1960. David de Donatello per Elizabeth Taylor

### Nominacions
- 1960. Oscar a la millor actriu per a Katharine Hepburn
- 1960. Oscar a la millor actriu per a Elizabeth Taylor
- 1960. Oscar a la millor direcció artística per a Oliver Messel, William Kellner i Scott Slimon
- 1960. Globus d'Or a la millor actriu dramàtica per a Katharine Hepburn